# Xylota tenulonga
Xylota tenulonga är en tvåvingeart som beskrevs av Yang och Cheng 1998. Xylota tenulonga ingår i släktet vedblomflugor, och familjen blomflugor. Inga underarter finns listade i Catalogue of Life.